# Davorin Karlin
Davorin Karlin, slovenski šolnik in profesor, * 8. november 1849, Stara Loka, † 2. september 1912, Ljubljana.

## Življenje in delo

### Šolanje in učiteljevanje
Brat mu je bil poznejši škof Andrej Karlin. Starši so mu bili Florijan Karlin in Terezija (rojena Harman). V Ljubljani je obiskoval gimnazijo med letoma 1861 in 1869. Na Univerzi na Dunaju je študiral klasično filologijo. Najprej je bil med letoma 1872 in 1890 profesor na Realni gimnaziji Kranj, zadnji dve leti pa tudi njen vodja. Po ukinitvi le-te je bil septembra premeščen na II. državno gimnazijo v Ljubljani, kjer je ostal do upokojitve leta 1906.
Bil je član leta 1881 ustanovljenega literarno zabavnega kluba v Kranju, ki ga je ustanovil in vodil Janez Mencinger. Za člane kluba je predaval o atiški komediji in Aristofanu.

### Pisateljevanje
Ob 25. obletnici ustanovitve gimnazije Kranj leta 1887 je v Letopisu Matice Slovenske za leto 1887, priobčil članek Kratka zgodovina c. k(r). nižje gimnazije v Kranju (str. 65-87). Bil je sodelavec prvih letnikov Ljubljanskega zvona.